# マニトバ大学

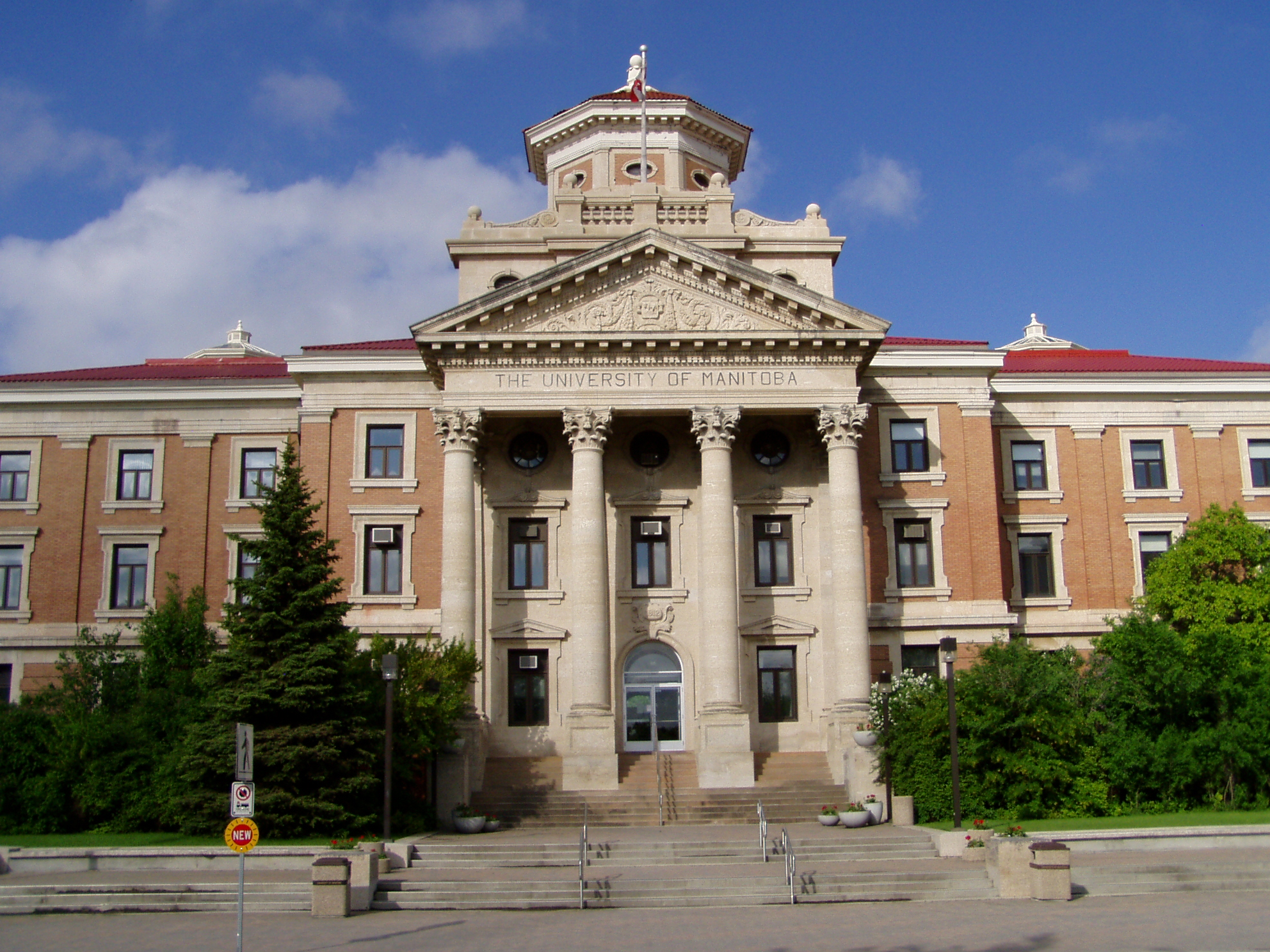
事務所ビル

マニトバ大学（マニトバだいがく、英: University of Manitoba）は、カナダ・マニトバ州のウィニペグにある大学。
1877年創立。西部カナダでは一番歴史の古い大学で、歯学部、医学部、建築学部はカナダでもトップクラスを誇る。郊外にあるフォート・ゲアリー・キャンパスとダウンタウンにあるバナタイン・キャンパスに分かれている。最近は２つのキャンパスをつなぐバス、バイソン・トランジットも増えて来ている。フォート・ゲアリーは郊外の静かなキャンパスで、医学、歯学、薬学部以外の全ての学部と体育施設がある。世界中からの留学生は全大学の10％を占める。他民族がよく混じり合い差別が少ない大学。
『マクレーン』誌の大学満足度調査で毎年低評価を下されるため、2007年度より調査を断っている。

## 授業料
近年は中華系留学生の数が急増している。大学は増えすぎた留学生の対処策としてカナダ人比280％という高額な授業料を2006年度前期から導入している。

## 学部
- 経営学部
- 農学部
- 建築学部
- 文学部
- 歯学部
- 教育学部
- 地球、環境、資源学部
- 芸術学部
- 法学部
- 人類生態学部
- リハビリテーション学部
- 薬学部
- 音楽学部
- 看護学部
- 理学部

## 日本人留学生
- 以前は韓国・日本人学生組合がヘレングラス地下にあったが、2007年現在では、フィリピン系カナダ人を主体としたUniversity of Manitoba Japanese Association (UMJA)がUniversity Centerの102-Oをオフィスとして活動している。しかしながら、ほとんどの日本人学生はこの組合には所属せずに個人で活動しているのが現状である。
- 日本人留学生は正規生でおおよそ40～50人ほど在籍しているが、提携している日本の大学からの交換留学生、短期留学生(IEP生)も含めると全体で80人は越すと思われる。

## 著名な卒業生
- マーシャル・マクルーハン：英文学者
- ジェームズ・ピーブルズ: 宇宙物理学者、ノーベル物理学賞受賞者